# ماه‌نو
ماه‌نو (به لاتین: Mah-e Now) یک منطقهٔ مسکونی در افغانستان است که در ولسوالی شکی واقع شده‌است.